# Basil Bennett
Basil B. Bennett (30. november 1894 – 19. august 1938) var en amerikansk atlet som deltog i  OL 1920 i Antwerpen.
Bennett vandt en bronzemedalje i atletik under OL 1920 i Antwerpen. Han kom på en tredjeplads i hammerkast efter Patrick Ryan fra USA og Carl Johan Lind fra Sverige. 